# لوك آدامز
لوك آدامز (بالإنجليزية: Luke Adams) هو منافس ألعاب قوى أسترالي، ولد في 22 أكتوبر 1976 في Mvumi ‏ في تنزانيا.

## وصلات خارجية
- لوك آدامز على موقع الاتحاد الدولي لألعاب القوى (الإنجليزية)
- لوك آدامز على موقع النتائج التاريخية لألعاب القوى الأسترالية (الإنجليزية)
- لوك آدامز على موقع اللجنة الأولمبية الدولية (الإنجليزية)
- لوك آدامز على موقع أوليمبيديا (الإنجليزية)
- لوك آدامز على موقع اللجنة الأولمبية الأسترالية (الإنجليزية)
- لوك آدامز على موقع اتحاد ألعاب الكومنولث (مؤرشف) (الإنجليزية)
- لوك آدامز على موقع دورة ألعاب الكومنولث 2006 (مؤرشف) (الإنجليزية)